# Hair (film)
Hair – musical filmowy Miloša Formana z 1979, ekranizacja musicalu scenicznego Geromea Ragniego i Jamesa Rado, którego premiera odbyła się w październiku 1967 w off-off-broadwayowskim Public Theatre.
Sceniczna wersja Hair przedstawia wyidealizowany obraz życia dzieci-kwiatów, w którym króluje beztroska, niechęć do przemocy, równość (rasowa i klasowa), przyjaźń itd. Piosenki musicalu były bardzo popularne, a on sam przyczynił się do zwiększenia zainteresowania ruchem hippisowskim w wielu krajach.
Nieco inne spojrzenie na zagadnienia kontrkultury hippisowskiej prezentuje Miloš Forman. Udało mu się połączyć w formie musicalu rzeczywiste problemy amerykańskiej młodzieży z przełomu lat 60. i 70. (protesty przeciw wojnie w Wietnamie, rewolucja obyczajowa) z ciepłą ironią typową dla „czeskiego realizmu” w kinematografii i literaturze.
Wyreżyserowanie Hair było, jak sam stwierdzał w wywiadach, jego marzeniem od 1967, gdy zobaczył broadwayowską wersję musicalu. Mógł go zrealizować dopiero po sukcesie Lotu nad kukułczym gniazdem. Oba filmy, mimo że odmienne w formie, mają zresztą ze sobą wiele wspólnego, chociażby głównego bohatera, nieprzystosowanego do rzeczywistości, który nie do końca rozumie, że w społeczeństwie istnieją granice, których przekroczenie okazuje się tragiczne w konsekwencjach. Forman jednak daje widzom nadzieję. W filmie z 1975 roku jest nią zachowanie i postać Indianina uciekającego z zakładu psychiatrycznego, a w Hair tłumy gromadzące się pod Białym Domem. Także tytułowy bohater innego głośnego filmu Formana, Amadeusza, to znany z Hair uosabiający młodość, niewinność, ale i naiwność autsajder, naturalnie utalentowany i umiejący cieszyć się  życiem, którego niszczą bezwzględne instytucje. "Trudno oprzeć się wrażeniu, że bohaterowie najgłośniejszych dzieł Formana, od MacMurphy'ego po Mozarta, to w gruncie rzeczy ponadczasowi, wieczni hippisi".

## Fabuła
Przełom lat 60. i 70. XX wieku. Z Oklahomy do Nowego Jorku przyjeżdża Claude Bukowski (John Savage), by wstąpić do wojska i wyjechać do Wietnamu. W Central Parku napotyka grupkę hippisów, którzy wciągają go w swój wyidealizowany świat. W międzyczasie zakochuje się w tajemniczej, pięknej nieznajomej (Beverly D’Angelo), a nowo poznani przyjaciele pomagają mu w odszukaniu jej. Dla Bukowskiego jednak, mimo zakochania się, ważniejszy jest obowiązek. Wstępuje do armii, gdzie przechodzi przeszkolenie dla żołnierzy wyjeżdżających do Wietnamu. Berger wpada na pomysł, by odwiedzić kolegę, więc nowojorscy hippisi (George, Jeannie, Hud i Woof) oraz Sheila wyruszają do Nevady, gdzie realizują pomysł spotkania. Claude nie może jednak opuścić jednostki, nie pozwala mu na to jego poczucie obowiązku i dyscypliny. Dlatego Berger, nie zdając sobie sprawy z realiów wojskowych, postanawia go zastąpić. Gdy Bukowski spotyka się z pozostałymi osobami, a wśród nich Sheilą, którą kocha, w jednostce ogłoszony zostaje alarm bojowy i natychmiastowy wylot do Wietnamu. Berger, zagubiony w obcym dlań otoczeniu, usiłuje wyplątać się z nieporozumienia, które sam wywołał, ale nikt nie zwraca na niego uwagi. Przy akompaniamencie finałowej piosenki „Let the Sunshine In” rzędy żołnierzy – a między nimi Berger – wmaszerowują na pokłady samolotów transportowych i odlatują do Wietnamu. Bukowski spóźnia się na lotnisko i zostaje w kraju. Ostatnie ujęcia filmu pokazują grupkę przyjaciół zabitego w Wietnamie Bergera gromadzących się wokół jego grobu na waszyngtońskim Cmentarzu Narodowym Arlington i rosnący tłum hippisów tańczących przed Białym Domem w rytm muzyki wielokrotnie powtarzanego refrenu „Let the Sunshine – Let the Sunshine In” (tłum. wpuśćcie słońce, pozwólcie świecić słońcu).

## Obsada
- John Savage − Claude Bukowski
- Treat Williams − Berger
- Beverly D’Angelo − Sheila
- Annie Golden − Jeannie
- Don Dacus − Woof
- Dorsey Wright − Hud
- Cheryl Barnes − narzeczona Huda
- Richard Bright − Fenton
- Ellen Foley − solistka w piosence „Black Boys”
- Charlotte Rae − dama w różowej sukni
- Laurie Beechman − solistka w piosence „Black Boys”
- Nicholas Ray − The General
- Michael Jeter − Woodrow Sheldon
- Renn Woods – dziewczyna śpiewająca utwór „Aquarius”

## Nagrody i nominacje
- 1980: nominacja do Złotego Globu w kategorii najlepsza rola męska – Treat Williams
- 1980: nominacja do Złotego Globu w kategorii najlepszy musical
- 1980: nominacja do Césara w kategorii najlepszy film zagraniczny – Miloš Forman